# Ribot (cheval)
Pour les articles homonymes, voir Ribot.
Ribot (1952-1972) était un cheval de course pur-sang anglais appartenant à l'élevage de Federico Tesio (1867-1954). Il fut l’un des plus grands champions de l’histoire des courses hippiques. 

## Carrière de courses
Né en Angleterre mais élevé en Italie dans le meilleur élevage du pays, issu du crack Tenerani et Romanella, par El Greco, ce poulain bai fut nommé, comme souvent dans l'élevage Tesio, en référence à un artiste (le peintre français Augustin Théodule Ribot). Il était le descendant d'une dynastie prestigieuse : Bellini, Cavaliere d'Arpino, Havresac II..., autrement dit la crème de l’élevage Tesio, lequel mourut avant de voir son plus beau joyau se couvrir de gloire en Europe.
Beaucoup des plus grands champions de l’histoire connurent au moins une fois la défaite, tels Man O'War, Nijinsky, Sea Bird ou Brigadier Gerard. Ribot, lui, demeura invaincu tout au long de sa carrière. Durant trois saisons, il remporta non seulement toutes les grandes courses italiennes, mais étendit sa suprématie aussi bien en Angleterre, où il s’imposa dans les King George VI and Queen Elizabeth Diamond Stakes, ainsi qu’en France, où il signa son plus bel exploit en remportant par deux fois (en 1955 et 1956) le Prix de l'Arc de Triomphe, ce qui fait de lui l’un des sept double vainqueurs de la plus prestigieuse course du monde, avec Ksar, Corrida, Tantième, Alleged,Trêve et Enable. Le rating de 142 que lui attribua Timeform est le quatrième plus élevé de l'histoire. Et dans leur livre de référence A Century of Champions, John Randall et Tony Morris le classent au troisième rang des meilleurs chevaux du 20e siècle derrière Sea Bird et Secretariat.
Il commença sa carrière à deux ans en Italie, et ne se produisit que sur l'hippodrome de San Siro à Milan. Trois courses, autant de succès, et une première campagne qui s'achève victorieusement, d'une tête, dans le Gran Criterium, la plus grande course italienne pour deux ans, à l'image d'un autre phénomène élevé par Federico Tesio, Nearco. 
Ses trois victoires à deux ans, si elles furent nettes, n'avaient pas été acquises avec des écarts flatteurs. La donne change en 1955, puisque Ribot enchaîne quatre victoires très impressionnantes, malgré une absence contrainte pour de petits ennuis de santé, devançant par exemple le régulier Derain (futur vainqueur du St Leger italien) par dix longueurs dans le Premio Besana. C'est donc avec une réputation d'ogre que le poulain se présente au départ du Prix de l'Arc de Triomphe, sa première sortie à l'étranger. Et il justifie toutes les attentes en l'emportant brillamment, par trois longueurs, devant la crème des poulains européens. C'est auréolé de ce triomphe qu'il revient terminer sa saison en Italie deux semaines plus tard, où il ridiculise l'opposition dans le Grand Prix du Jockey-Club, laissant le double tenant du titre Norman à quinze longueurs. 
Maintenu à l'entraînement à quatre ans, Ribot confirme qu'il est bien le meilleur cheval de la décennie. Après quatre balades italiennes, où il s'impose à chaque fois comme à la parade, notamment dans le Grand Prix de Milan, par huit longueurs, il se rend en Angleterre pour disputer les King George, où il s'impose sans émotions, par cinq longueurs. Le doublé dans l'Arc ne sera donc qu'une formalité, accomplie après ses adieux à l'Italie dans le Premio del Piazzale. À Longchamp, il fait enregistrer un des plus grands écarts de la course, gagnant de six longueurs. Invincible et invaincu, il se retire sur cette apothéose.

### Résumé de carrière
| Date         | Hippodrome  | Pays        | Course                                  | Distance    | Jockey      | Place       | Écart       | Deuxième         |
| 1954, 2 ans  | 1954, 2 ans | 1954, 2 ans | 1954, 2 ans                             | 1954, 2 ans | 1954, 2 ans | 1954, 2 ans | 1954, 2 ans | 1954, 2 ans      |
| ------------ | ----------- | ----------- | --------------------------------------- | ----------- | ----------- | ----------- | ----------- | ---------------- |
| 4 juillet    | San Siro    | Italie      | Premio Tramskio                         | 1 000 m     | E. Camici   | 1er         | 1           | Donata Veneziana |
| 26 septembre | San Siro    | Italie      | Criterium Nazionale                     | 1 200 m     | E. Camici   | 1er / 4     | 2           | Zenodoto         |
| 24 octobre   | San Siro    | Italie      | Gran Criterium                          | 1 600 m     | E. Camici   | 1er / 7     | tête        | Gail             |
| 1955, 3 ans  |             |             |                                         |             |             |             |             |                  |
| 5 avril      | Pise        | Italie      | Premio Pisa                             | 1 500 m     | E. Camici   | 1er         | 6           | Donata           |
| 17 avril     | San Siro    | Italie      | Premio Emanuele Filiberto               | 2 000 m     | E. Camici   | 1er / 4     | 10          | Gail             |
| 16 juillet   | San Siro    | Italie      | Premio Brembo                           | 2 200 m     | E. Camici   | 1er / 2     | 1           | Derain           |
| 7 septembre  | San Siro    | Italie      | Premio Besana                           | 2 400 m     | E. Camici   | 1er / 3     | 10          | Derain           |
| 9 octobre    | Longchamp   | France      | Prix de l'Arc de Triomphe               | 2 400 m     | E. Camici   | 1er / 23    | 3           | Beau Prince      |
| 23 octobre   | San Siro    | Italie      | Gran Premio del Jockey Club             | 2 400 m     | E. Camici   | 1er         | 15          | Norman           |
| 1956, 4 ans  |             |             |                                         |             |             |             |             |                  |
| 12 mai       | San Siro    | Italie      | Premio Guillio Venino                   | 2 000 m     | E. Camici   | 1er         | 4           | Fuscaldo         |
| 16 mai       | San Siro    | Italie      | Premio Vichuone                         | 2 000 m     | E. Camici   | 1er         | 12          | Magista          |
| 10 juin      | San Siro    | Italie      | Premio Galbanato                        | 2 400 m     | E. Camici   | 1er         | 8           | Grand Rapids     |
| 17 juin      | San Siro    | Italie      | Gran Premio di Milano                   | 2 400 m     | E. Camici   | 1er / 6     | 8           | Tissot           |
| 21 juillet   | Ascot       | Royaume-Uni | King George VI & Queen Elizabeth II St. | 2 400 m     | E. Camici   | 1er / 9     | 5           | High Veldt       |
| 9 septembre  | San Siro    | Italie      | Premio del Piazzale                     | 1 600 m     | E. Camici   | 1er         | 8           | Magabit          |
| 7 octobre    | Longchamp   | France      | Prix de l'Arc de Triomphe               | 2 400 m     | E. Camici   | 1er / 20    | 6           | Talgo            |

### Tableau de bord
- 16 courses, 16 victoires
- Gains : 294 414 $
- Élu cheval du siècle en Italie
- Meilleur poulain de 2 ans en Italie (1954)
- Meilleur poulain de 3 ans en Italie (1955)
- Cheval de l'année en Europe (1955, 1956)
- Membre du Hall of Fame des courses françaises (2025)
- Meilleur cheval d'âge en Angleterre, en Italie et en France (1956)
- Tête de liste des étalons en Angleterre et en Irlande (1963, 1967, 1968)

Signe de son immense popularité en Italie, le 18 mars 2003, la Poste de Saint-Marin a émis une série de 4 timbres en hommage aux plus grands chevaux italiens. Elle consacre Molvedo (timbre de 11 cent d'euros), Tornese (timbre de 15 cent d'euros), Ribot (timbre de 26 cent d'euros) et Varenne, ce dernier bénéficiant du timbre le plus cher, à 155 cent d'euros.
La Gazzetta dello Sport le classa 4e sur sa liste des plus grands champions italiens du XXe siècle.

## Au haras
À l’issue de sa carrière de courses et après un an de monte en Angleterre à £ 1 200 la saillie, Ribot fut envoyé aux États-Unis à l'issue d'une syndication record de 1,35 million de dollars. À l’origine, Ribot devait rester seulement 5 ans aux haras américain de Darby Dan, avant de revenir en Europe. Mais il montra un caractère extrêmement difficile, très dominateur et presque dangereux, si bien qu’aucune compagnie d’assurance n’accepta de couvrir le risque d’un voyage transatlantique. Ribot resta donc aux États-Unis jusqu’à sa mort, et fut enterré en 1972 au cimetière équin de Darby Dan. 
Comme étalon, Ribot connut là encore une grande réussite. En Europe, il donna ainsi deux lauréats du Prix de l'Arc de Triomphe, Molvedo et Prince Royal, ou Ragusa (Irish Derby, St Leger, King George, Eclipse Stakes). Outre-Atlantique, ses fils Tom Rolfe (Preakness Stakes) et le membre du Hall of Fame Arts and Letters (Belmont Stakes) se distinguèrent dans la triple couronne américaine, mais il faut citer aussi le surdoué mais malchanceux Graustark. 
Très influent sur le stud, on le retrouve également dans les pedigrees de reproducteurs importants tels Alleged, His Majesty ou Danehill, et de nombreux champions, tant en Europe (Miesque, Sakhee…) qu’aux États-Unis (les classiques Funny Cide, Pleasant Colony ou Barbaro). Ribot fut sacré à trois reprises tête de liste des étalons en Angleterre et en Irlande (1963, 67, 68).

## Origines
Joyau de l'élevage Federico Tesio, Ribot est un fils du champion Tenerani, qui non seulement fut le meilleur poulain de sa génération en Italie (Derby Italien, Grand Prix de Milan, St Leger italien), mais s'imposa aussi en Angleterre, où il ravit la Goodwood Cup et les Queen Elizabeth Stakes (l'ancêtre des King George).

### Pedigree
| Origines de Ribot (GB), mâle bai né en 1952 | Origines de Ribot (GB), mâle bai né en 1952 | Origines de Ribot (GB), mâle bai né en 1952 | Origines de Ribot (GB), mâle bai né en 1952 |
| ------------------------------------------- | ------------------------------------------- | ------------------------------------------- | ------------------------------------------- |
| Père Tenerani                               | Bellini                                     | Cavaliere d'Arpino                          | Havresac II                                 |
| Père Tenerani                               | Bellini                                     | Cavaliere d'Arpino                          | Chuette                                     |
| Père Tenerani                               | Bellini                                     | Bella Mina                                  | Bachelors Double                            |
| Père Tenerani                               | Bellini                                     | Bella Mina                                  | Santa Minna                                 |
| Père Tenerani                               | Tofanella                                   | Apelle                                      | Sardanapale                                 |
| Père Tenerani                               | Tofanella                                   | Apelle                                      | Angelina                                    |
| Père Tenerani                               | Tofanella                                   | Try Try Again                               | Cyglad                                      |
| Père Tenerani                               | Tofanella                                   | Try Try Again                               | Perseverance                                |
| Mère Romanella                              | El Greco                                    | Pharos                                      | Phalaris                                    |
| Mère Romanella                              | El Greco                                    | Pharos                                      | Scapa Flow                                  |
| Mère Romanella                              | El Greco                                    | Gay Camp                                    | Gay Crusader                                |
| Mère Romanella                              | El Greco                                    | Gay Camp                                    | Parasol                                     |
| Mère Romanella                              | Barbara Burrini                             | Papyrus                                     | Tracery                                     |
| Mère Romanella                              | Barbara Burrini                             | Papyrus                                     | Miss Matty                                  |
| Mère Romanella                              | Barbara Burrini                             | Bucolic                                     | Buchan                                      |
| Mère Romanella                              | Barbara Burrini                             | Bucolic                                     | Volcanic (famille 4-l)                      |